# Jaskinia w Nasicznem I

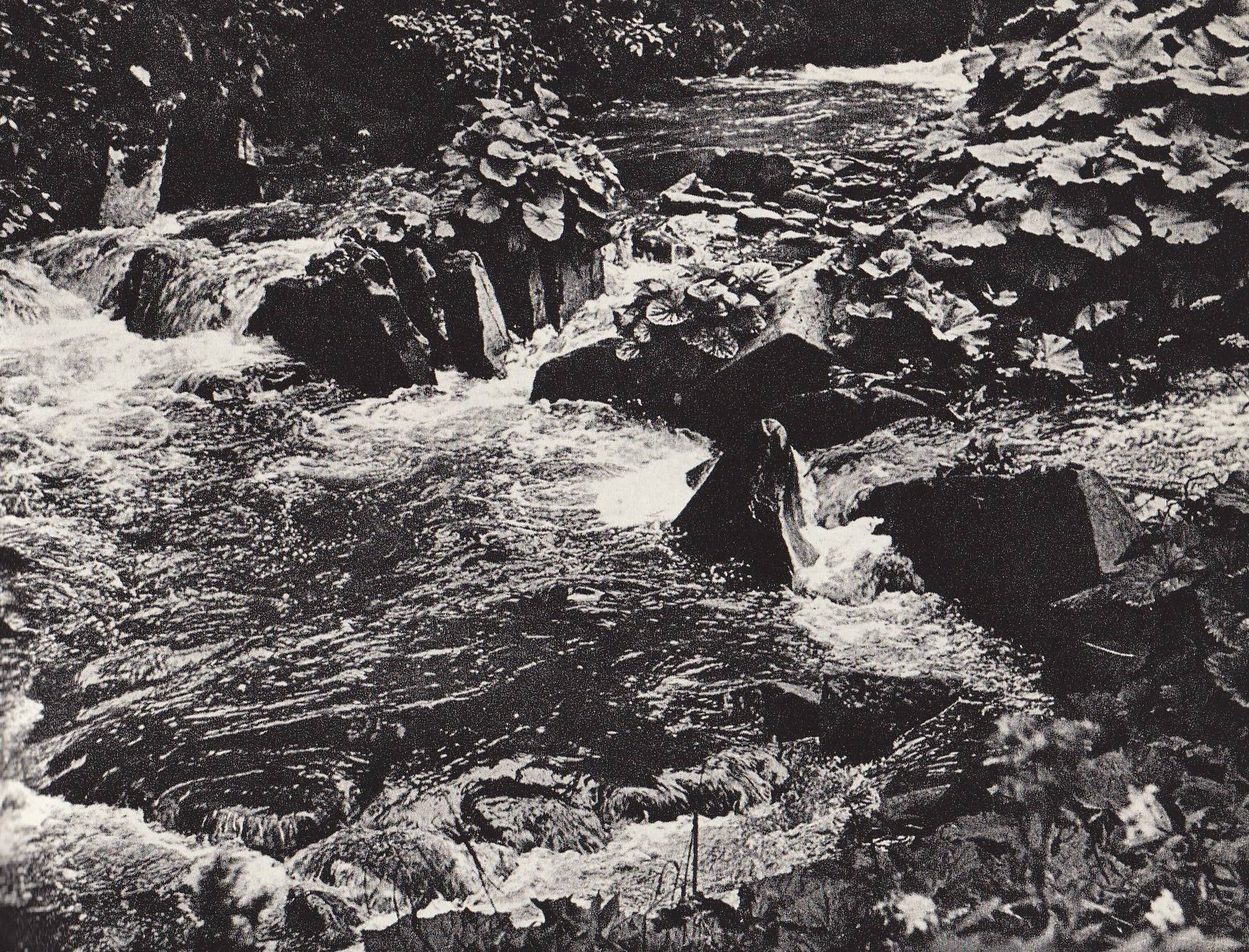
Potok Nasiczniański

Jaskinia w Nasicznem I (Jaskinia Górna w Nasicznem) – druga pod względem długości jaskinia polskich Bieszczadów. Wejście do niej znajduje się w dolinie Nasiczniańskiego Potoku, na południowo-wschodnim zboczu Jaskiniowej Góry, niedaleko Nasicznego, w pobliżu Jaskini w Nasicznem II (największej jaskini Bieszczadów), na wysokości 750 m n.p.m. Długość jaskini wynosi 28 metrów, a jej deniwelacja 6 metrów.

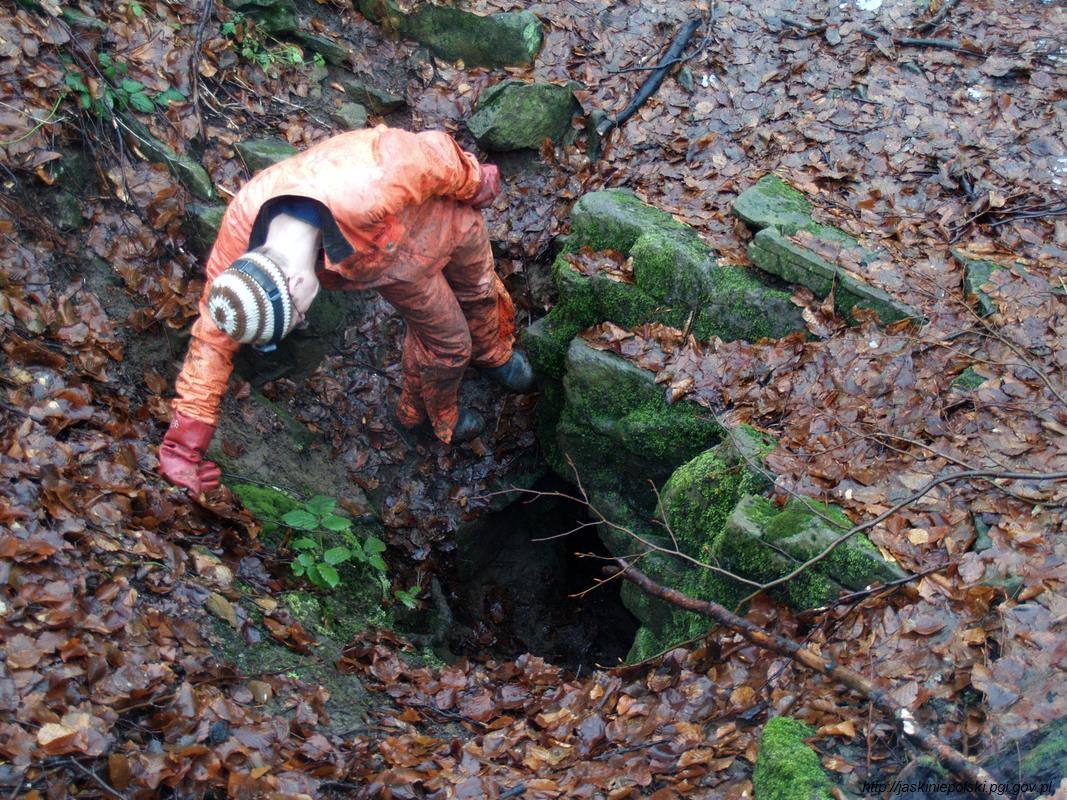
Otwór jaskini

## Opis jaskini
Główną częścią jaskini jest duża sala, do której prowadzi ciasna studzienka z niewielkiego otworu wejściowego. Odchodzą z niej dwa korytarzyki długości 4 i 5 metrów.

## Przyroda
Jaskinia jest typu osuwiskowego. Zamieszkują ją nietoperze. Ściany są wilgotne, na dnie występuje błoto.

## Historia odkryć
Jaskinię odkryli drwale w latach 70. XX wieku. Pierwszy jej opis i plan sporządzili T. Mleczek i B. Szatkowski w 1992 roku.